# K3 Kan Het!
K3 Kan Het! is een programma met de meidengroep K3, uitgegeven door Studio 100. In dit programma gaat het trio samen met fans op zoek naar avontuur. Er bestaan twee seizoenen met elk dertien afleveringen. De eerste aflevering werd uitgezonden op 3 mei 2014.

## Verhaal
Karen, Kristel en Josje vervullen de wensen van jonge kinderen. Elke aflevering worden er drie wensen vervuld: één door Karen, één door Kristel en één door Josje. Vaak zijn dit avontuurlijke dingen zoals een helikoptervlucht of honden trainen maar soms zitten er ook rustigere wensen bij zoals één dag beroemd zijn. De kinderen doen hun wens steeds samen met een meisje van het trio. De drie avonturen worden doorheen het programma aaneen gepraat door een voice-over.

## Cast
- Karen Damen
- Kristel Verbeke
- Josje Huisman
- voice-over: Kobe Van Herwegen

## Crew
- Producent: Anja Van Mensel
- Concept: Gert Verhulst en Hans Bourlon
- Creative Producer: Sven Duym
- Regie: Steven Segers en Jeroen De Greef
- Producer: Tine Lippens
- Eindredactie: Ineke Van Dyck